# Radio Steiermark
Radio Steiermark ist das Ö2-Regionalprogramm des ORF für das zweitgrößte österreichische Bundesland, die Steiermark.
Traditionelles Programm von Radio Steiermark sind Deutsche und Volkstümliche Schlager, Oldies der 1960er-, 70er-, 80er- und 90er-Jahre, Softpop und Austropop. Publikumswünsche werden erfüllt.
Seit 1. Jänner 2002 sendet „Radio Steiermark“ ein 24-Stunden-Vollprogramm.
Stündlich – zwischen 5:00 und 19:00 Uhr halbstündlich – werden Nachrichten mit Wetter- und Verkehrsservice gesendet, wobei die Beiträge über internationale oder bundespolitische Themen in Wien produziert werden. Themen mit Lokalbezug werden von der Steiermark-Redaktion bearbeitet. Hintergrundberichte aus Politik, Wirtschaft, Kultur, Sport, Zeitgeschehen prägen die Information auf Radio Steiermark.
Service und Orientierung bieten Gesundheits- und Medizinthemen, Fragen des Konsumentenschutzes, Schul- und Erziehungsthemen, Buch-, Wander- und Radtourentipps, die Tiersuchrubrik: „Hund und Katz“ sowie Gottesdienste.
Täglich ab 20:00 Uhr (Samstag ab 21:00 Uhr) finden Themen und Inhalte abseits der Kernprogrammierung ihren Platz: Volksmusik und Volkskultur („Musikanten spielt’s auf“ und „Klingende Steiermark“), E-Musik, Jazz, Kabarett und Kleinkunst, Literatur etc. Auch am Sonntagvormittag ist mit dem „Frühschoppen“ eine Stunde der Volksmusik gewidmet.
Gesendet wird aus dem ORF-Landesstudio in Graz.

## Reichweiten
Durch die Konkurrenz der Privatsender wie Antenne Steiermark, KroneHit, Radio Soundportal, MM 89,6 – Das Musikradio, A1 Radio oder Radio Grün-Weiß hat Radio Steiermark an Zuhörern verloren, ist aber mit mehr als 400.000 Hörern weiterhin klarer Marktführer unter den Regionalsendern in der Steiermark. In der Zielgruppe ab 10 Jahren erreicht der Sender im zweiten Halbjahr 2006 eine Tagesreichweite von 37,9 % sowie einen Marktanteil von 41 %. In der Gruppe der 14- bis 49-Jährigen liegt der Marktanteil bei 25 %. Der Sender hat vor allem bei älteren Hörern großen Erfolg: In der Altersgruppe 35+ beträgt der Marktanteil 54 %.

## Frequenzen
Die wichtigsten Frequenzen für Radio Steiermark:
- Graz: 95,4 MHz
- Eibiswald: 98,7 MHz
- Bruck an der Mur: 93,2 MHz
- Bad Aussee-Tressenstein: 92,9 MHz
- Neumarkt: 94,1 MHz
- Liezen: 96,8 MHz
- Schladming: 96,3 MHz
- Mitterbach: 92,8 MHz
- Murau: 96,8 MHz
- Mürzzuschlag: 94,5 MHz
- Knittelfeld: 94,9 MHz
- Eisenerz: 97,3 MHz
- Rechnitz: 100,1 MHz
- Leoben: 97,1 MHz
- Fleiß Nord 97,0 MHz